# Derek Strong
Pour les articles homonymes, voir Strong.
Derek Strong, né le 9 février 1968, à Los Angeles, en Californie, est un ancien joueur américain de basket-ball. Il évolue au poste d'ailier fort. 

## Palmarès
- MVP de la CBA 1993
- CBA Newcomer of the Year 1993
- All-CBA First Team 1993
- CBA All-Defensive First Team 1993